# Linea terminalis

Beckeneingang, sein Rand ist die Linea terminalis

Die Linea terminalis ist eine ringförmige Knochenkontur, die beim Menschen die Grenze zwischen großem (Pelvis major) und kleinem Becken (Pelvis minor) darstellt. Sie begrenzt damit den Beckeneingang (Apertura pelvis superior). Auch in der Tieranatomie definiert die Linea terminalis den Beckeneingang, der hier als Apertura pelvis cranialis bezeichnet wird, und bildet damit die Grenze zwischen Bauch- und Beckenhöhle.
Die Linea terminals beginnt am Promontorium des Kreuzbeins, verläuft dann zwischen Pars lateralis und Facies pelvica des Kreuzbeins zur Linea arcuata des Darmbeins und setzt sich über den Schambeinkamm (Pecten ossis pubis) bis zur Schambeinfuge fort. Hier treffen sich die Linien beider Seiten und bilden so einen geschlossenen Knochenring. In der Tiermedizin ist sie ebenso definiert. Bei weiblichen Tieren ist sie annähernd kreisförmig, bei männlichen nach unten eiförmig eingeengt.